# Kanariesparv
Kanariesparv (Emberiza alcoveri) är en utdöd fågel i familjen fältsparvar inom ordningen tättingar som tidigare förekom i Kanarieöarna. Fågeln är en av mycket få tättingar man känner till som inte kunde flyga.

## Utseende

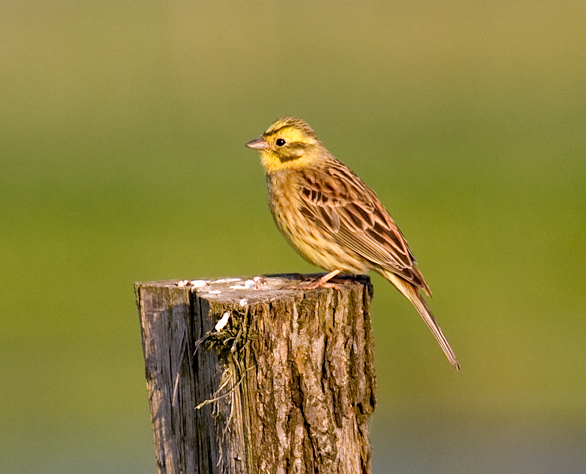
Kanariesparven var nära släkt med gulsparv (Emberiza citrinella)

Kanariesparven var större än nu levande arter i Emberiza, hade längre ben, kortare vingar och en annorlunda näbb. Detta pekar på att fågeln var marklevande och troligen flygoförmögen. Endast två andra kända tättingar kunde inte flyga, de båda utdöda klippsmygarna lyallklippsmyg och långnäbbad klippsmyg som förekom i Nya Zeeland. Liksom andra fältsparvar var den allätare och åt både frön och invertebrater. Med den kraftigare näbben kunde den dock sannolikt äta grövre frön.

## Förekomst
Fågeln är känd från benlämningar funna i den vulkaniska grottan Cueva del Viento på Teneriffa. Troligen levde den i lagerskogar där tillgången på föda var stor och örtvegetationen erbjöd skydd mot rovfåglar.

## Utdöende
Kanariesparven levde i Kanarieöarna under sen pleistocen och holocen. De första människorna kom till ögruppen för drygt 2000 år sedan och tog med sig invasiva arter som getter, svin, katter och får. Européerna påverkade landskapet än mer när de anlände på 1400-talet och förde med sig råttor. Kanariesparven utrotades av dessa invasiva arter och på grund av habitatförstörelsen.